# Mildred Dolson
Mildred Jeanette Dolson (née le 13 août 1918 à Toronto et décédée le 17 juillet 2004) est une athlète canadienne spécialiste du 100 mètres. Elle était licenciée au Toronto Ladies Track Club.

## Biographie

### Palmarès
| Date | Compétition                  | Lieu   | Résultat | Épreuve      | Performance  |
| ---- | ---------------------------- | ------ | -------- | ------------ | ------------ |
| 1936 | Jeux olympiques d'été        | Berlin | 3e       | 4 × 100 m    | 47 s 8       |
| 1938 | Jeux de l'Empire britannique | Sydney | 3e       | 100 yards    | 11 s 4       |
| 1938 | Jeux de l'Empire britannique | Sydney | 2e       | Relais 440 y | 49 s 9       |
| 1938 | Jeux de l'Empire britannique | Sydney | 3e       | Relais 660 y | 1 min 19 s 0 |

### Records
| Épreuve    | Performance | Lieu | Date |
| ---------- | ----------- | ---- | ---- |
| 100 mètres | 12 s 0      |      | 1937 |